# Scaphytopius lineacephalus
Scaphytopius lineacephalus är en insektsart som beskrevs av Caldwell 1952 . Scaphytopius lineacephalus ingår i släktet Scaphytopius och familjen dvärgstritar. Inga underarter finns listade i Catalogue of Life.